# Kholoud Faqih
Kholoud Faqih és una jutgessa palestina, i la primera cadi a Orient Mitjà.
Kholoud va estudiar dret a la Universitat Hebrea de Jerusalem, i es va graduar en 1999. Va ser autoritzada per exercir en 2001. Va treballar al Centre de Dones per a ajuda legal i assessoria. De 2003 a 2008 va treballar per a la Defensa de dones maltractades. En 2005 va acabar un màster en llei privada per la Universitat de Jerusalem. Després de passar dos exàmens judicials competitius a Ramal·lah, en 2009 va ser nomenada cadi, jutgessa del Tribunal de la xaria, de Ramal·lah.
En 2012 la revista CEO Middle East la va situar en el 10é lloc entre les 100 dones àrabs més poderoses del món.